# توماستون
توماستون (بالإنجليزية: Thomaston, Georgia)‏ هي مدينة تقع في مقاطعة أبسون، جورجيا بولاية جورجيا في الولايات المتحدة. تبلغ مساحة هذه المدينة 23.8 (كم²)، وترتفع عن سطح البحر 239 م، بلغ عدد سكانها 9638 نسمة في عام 2010 حسب إحصاء مكتب تعداد الولايات المتحدة.

## أعلام
- كينتافيوس كالدويل بوب
- هارفي هاردي
- بيل هارتمان
- هنتر ستريكلاند
- بريندا بانكس
- واين كوشران

## وصلات خارجية
- Official City of Thomaston, Georgia Government Website
- Cities & Counties - Georgia.gov